# Kool Keith
Kool Keith, pseudonimo di Keith Matthew Thornton (New York, 19 ottobre 1963), è un rapper e produttore discografico statunitense.

## Biografia

### Gli esordi
Kool Keith muove i primi passi nel mondo del rap con gli Ultramagnetic MCs. Gli Ultramagnetic MCs iniziano ad incidere dischi nel 1984, producendo dischi come Critical Beatdown, del 1988, tuttora un classico underground.

### La carriera solista
Nel 1996 Kool Keith decide di dare il via ad una carriera solista che lo porterà ad incidere un numero considerevole di dischi.

## Discografia

### Album da solista
Album in studio
- 1996 – Dr. Octagonecologyst (come Dr. Octagon)
- 1997 – Sex Style
- 1999 – First Come, First Served (come Dr. Dooom)
- 1999 – Black Elvis/Lost in Space
- 2000 – Matthew
- 2001 – Spankmaster
- 2006 – Nogatco Rd. (come Mr. Nogatco)
- 2006 – The Return of Dr. Octagon (come Dr. Octagon)
- 2008 – Dr. Dooom 2 (come Dr. Dooom)
- 2009 – Tashan Dorrsett
- 2012 – Love and Danger
- 2014 – Demolition Crash (come Number One Producer)
- 2016 – Feature Magnetic (come Number One Producer)
- 2018 – Moosebumps: an Exploration Into Modern Day Horripilation (come Dr. Octagon)
- 2018 – Controller of Trap
- 2019 – Keith
- 2023 – Black Elvis 2

Raccolte
- 2003 – The Lost Masters
- 2004 – The Personal Album (autoprodotto a tiratura limitata di 1000 copie)
- 2004 – White Label Mix Series, Vol. 1 (album di remix con Nancy Des Rose; prodotto in sole 1000 copie)
- 2005 – The Lost Masters, Vol. 2
- 2006 – The Commi$$ioner (autoprodotto a tiratura limitata di 500 copie)
- 2006 – The Commi$$ioner 2 (autoprodotto a tiratura limitata di 1100 copie)
- 2006 – Collabs Tape
- 2006 – Down On Land (con Randolf Liftoff)
- 2007 – Sex Style: The Un-Released Archives (con KutMasta Kurt)
- 2011 – The Legend of Tashan Dorrsett (album di remix; come Tashan Dorrsett)

Album live
- 2001 – In High Definition

### Album collaborativi
- 1993 – Cenobites (con Godfather Don)
- 1995 – Big Willie Smith EP (con Da Beat Terrorists come Big Willie Smith)
- 1996 – Big Time (con Tim Dog come Ultra)
- 2000 – Pimp to Eat (con Analog Brothers come Keith Korg)
- 2000 – Masters of Illusion (con KutMasta Kurt e Motion Man come Masters of Illusion)
- 2002 – Game (con Jacky Jasper e Marc Live come KHM)
- 2004 – Diesel Truckers (con The Diesel Truckers come Platinum Rich)
- 2004 – Kool Keith Presents Thee Undatakerz (come Reverand Tom)
- 2004 – Clayborne Family (con Jacky Jasper e Marc Live come Clayborne Family)
- 2006 – Project Polaroid (con TOMC3 come Project Polaroid)
- 2007 – The Kool Keith Show (con Memory Man) (EP di 6 tracce con la partecipazione di Kool Keith)
- 2009 – Idea of a Master Piece (con 54-71)
- 2009 – Bikinis N Thongs (con Denis Deft)
- 2013 – Magnetic Pimp Force Field (con Big Sche Eastwood)
- 2014 – Teddy Bass Presents El Dorado Driven (con Teddy Bass)
- 2015 – Time? Astonishing! (con L'Orange)
- 2015 – A Couples of Slices (con Ray West)